# Фуџими
Фуџими (јап. 富士見市) град је у Јапану у префектури Саитама. Према попису становништва из 2005. у граду је живело 104.748 становника.

## Становништво
Према подацима са пописа, у граду је 2005. године живело 104.748 становника.
| 1995.  | 2000.   | 2005.   |
| ------ | ------- | ------- |
| 96.972 | 103.247 | 104.748 |